# Герб Луганської області
Герб Луга́нської о́бласті є відмітним знаком, його малюнок фіксується законодавчим актом і є символом місцевого самоврядування. Герб використовується в цілях розвитку економічної, культурної, політичної самостійності краю, пропаганди його відмінних рис від інших територій. Затверджений 15 травня 1998 року рішенням Луганської обласної ради.

## Опис великого щита
Герб Луганської області складається з великого і малого щитів, обрамлених двома золотими колосами, сполученими пересіченою двічі синьо-жовтою девізною стрічкою і золотим дубовим вінком під щитом, з написом на стрічці «Луганська область» і має загальні пропорції 11,5*11,5 (h).
Чотирьохчастинний з краєм великий щит герба має пропорції 7*8 (h), роздільний по горизонталі від верхнього краю в співвідношенні 3,5*4,5 одиниці.
Радіус закруглення великого щита рівний чотирьом одиницям. Верхня половина великого щита розділена вертикально на дві рівні частини.
У першій частині на зеленому полі — золотий кінь, що скаче управо, розміром 3,25 на 2,5 (h) одиниці.
Нижня половина великого щита розділена на три частини сегментами радіусом в 3,5 одиниці, проведеними з середини бічних зовнішніх сторін щита.
Друга і третя частини — червлені поля.

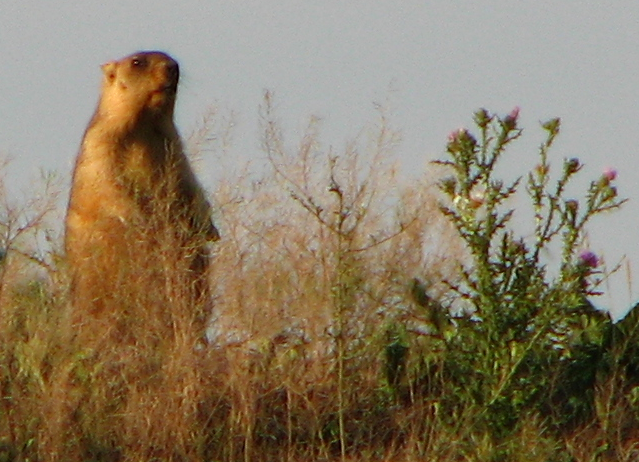
Бабак у донських степах

У четвертій частині на зеленому полі — золотий бабак, символ області, повернений управо розміром 1,25*2,5 одиниці.
У блакитному краю великого щита розташовано жовте висхідне сонце, яке має чотирнадцять променів завдовжки по 2,5 одиниці. Диск сонця утворений радіусом 1,5 одиниці проведеним з точки сполучення центрального дубового листя вінка.

## Опис малого щита
Малий щит — це малий герб Луганської області, який має пропорції 3 до 3,5 (h) і розташований на відстані від верхньої сторони великого щита на 2 одиниці.
Радіус закруглення малого щита рівний 1,5 одиниці.
У малому щиті на золотому полі розташований чорний квадрат, із стороною, рівній 1 одиниці, який символізує вугілля з червоним обідком по верхньому краю і червленим полум'ям, що супроводжує з боків двома чорними молотками, і віддалений від верхньої грані малого щита на 2 одиниці.
Молотки мають пропорції 0,5 на 1 одиницю (h). Ширина обрамлення великого і малого щитів і їх частин рівна 0,25 одиниці.
Обрамлення герба з двома золотими колосами, з синьо-жовтою стрічкою і золотим дубовим вінком, зображення коня і байбака виготовляються за оригіналом герба, що зберігається в обласній раді.